# Кулеба Олексій Володимирович
Кулеба Олексій Володимирович (8 серпня 1983, Київ) — український державний діяч, публічний діяч, громадський діяч. Віцепрем'єр-міністр з відновлення України – міністр розвитку громад та територій (з 5 вересня 2024 року). Заступник Керівника Офісу Президента України (з 24 січня 2023 по 4 вересня 2024). Колишній голова Київської обласної державної адміністрації з 8 лютого по 15 березня 2022 року та з 21 травня 2022 року по 24 січня 2023 року. Був першим заступником голови Київської міської державної адміністрації з питань здійснення самоврядних повноважень із 1 січня 2021 року по лютий 2022.

## Життєпис
Народився 8 серпня 1983 року в м. Києві в родині журналіста та письменника Володимира Кулеби.

## Освіта
У 2005 році закінчив Київський національний економічний університет імені Вадима Гетьмана за спеціальністю «Міжнародна економіка», кваліфікація магістра з міжнародної економіки.
З 2005 по 2008 роки навчався в аспірантурі Національної академії державного управління при Президентові України.
Кандидат наук з державного управління.
Кандидат у майстри спорту з баскетболу.

## Кар'єра
2005 — менеджер комунального підприємства Київської обласної ради «Київ-медіа», м. Київ.
2005—2008 — помічник народного депутата України.
2007—2010 — генеральний директор ТОВ «Хонін і партнери».
2010 — старший викладач кафедри організації самоврядування ПАТ "Вищий навчальний заклад «Міжрегіональна Академія управління персоналом».
2010—2015 — депутат Ржищівської міської ради Київської області.
2014 — помічник депутата Київської міської ради на громадських засадах.
2016—2017 — радник генерального директора комунального підприємства з охорони, утриманню та експлуатації земель водного фонду м. Києва «Плесо» виконавчого органу Київської міської ради (Київської міської державної адміністрації) (на громадських засадах).
2018—2019 — генеральний директор ТОВ «Asper», м. Київ.
2019—2020 — директор Департаменту міського благоустрою виконавчого органу Київської міської ради (Київської міської державної адміністрації).
З 01.01.2021 року по лютий 2022 року — перший заступник голови Київської міської державної адміністрації з питань здійснення самоврядних повноважень.
З 8 лютого 2022 року до 15 березня 2022 року — голова Київської обласної державної адміністрації
З березня по травень 2022 року — керівник групи радників поза штатом начальника Київської обласної військової адміністрації.
З 21 травня 2022 року по 24 січня 2023 року — голова Київської обласної державної адміністрації.
З 24 січня 2023 по 4 вересня 2024 року — Заступник Керівника Офісу Президента України.
5 вересня 2024 року Верховна рада 240 голосами підтримала призначення Кулеби на посаду віцепрем'єр-міністра з відновлення України – міністра розвитку громад та територій.

## Громадська діяльність
У 2001 році заснував громадську організацію «Школа баскетболу». З 2001 по 2019 рр. був керівником ГО «Школа баскетболу».

## Родина
Одружений із Галиною Дмитриченко-Кулебою, має двох дочок.

## Нагороди
Орден Богдана Хмельницького ІІІ ступеня (24 березня 2022) — за вагомий особистий внесок у захист державного суверенітету та територіальної цілісності України, мужність і самовіддані дії, виявлені під час організації оборони населених пунктів від російських загарбників

#### Декларація
- Кулеба О. В. [Архівовано 14 січня 2022 у Wayback Machine.]// Е-декларація, 2019